# Doboz
Doboz es un pueblo ubicado en el distrito de Békéscsaba, en el condado de Békés, Hungría.

## Superficie
Posee una superficie de 54,47 kilómetros cuadrados.

## Demografía
Hasta 2019 la población era de 4006 habitantes, con una densidad de población de 73,55 habitantes por kilómetro cuadrado.